# Linum flavum
El lino amarillo (Linum flavum)   es una fanerógama de la familia de las lináceas.

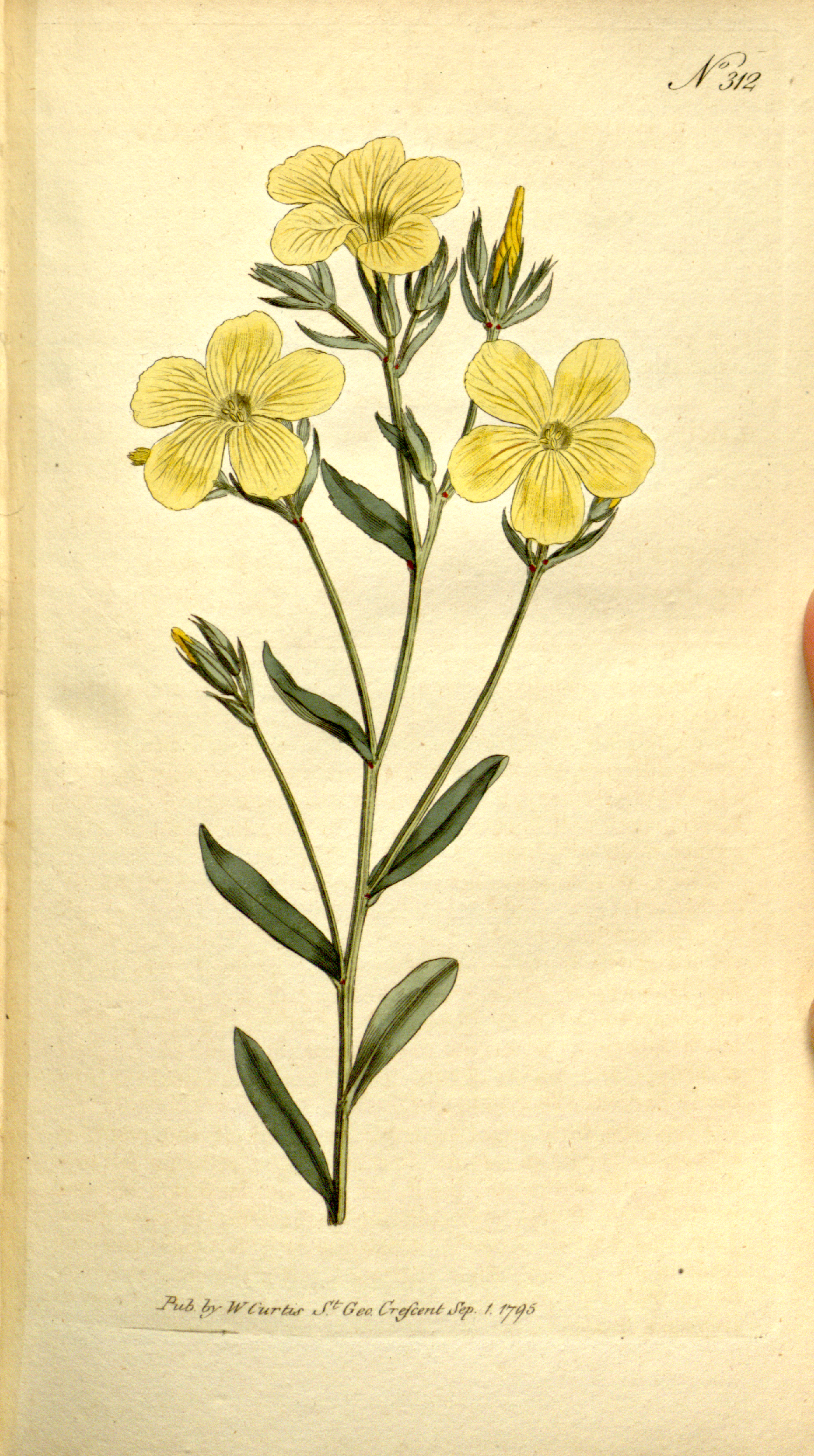
Ilustración

## Descripción
Planta perenne, robusta, erecta, glabra, de hasta 60 cm, con flores amarillas, muchas en inflorescencias ramosas. Hojas inferiores acucharadas, las superiores lanceoladas. Pétalos aproximadamente de 2 cm, de limbo ovado y rabillo corto, sépalos lanceolados puntiagudos, de hasta 8 mm. Florece en primavera y verano.

## Hábitat
Lugares herbáceos secos.

## Distribución
En Europa Central -excepto en Suiza- Italia, Albania, Bulgaria, Rumania, Rusia y Serbia.

## Taxonomía
Linum flavum fue descrita por Carlos Linneo y publicado en Sp. Pl. 279 1753.
Etimología
Linum: nombre genérico que deriva de la palabra griega: "linum" = "lino" utilizado por Teofrasto.
flavum: epíteto latíno que significa "de color amarillo"
Variedad aceptada
- Linum flavum subsp. basarabicum (Săvul. & Rayss) Svetlova

Sinonimia
- Xantholinum flavum (L.) Rchb.	[5]